# Estación experimental agrícola del estado de Nueva York
La Estación experimental agrícola del estado de Nueva York en inglés : New York State Agricultural Experiment Station (NYSAES) en Geneva, condado de Ontario, Estado de Nueva York, es una estación experimental agrícola gestionada por la "Facultad de Agricultura y Ciencias de la Vida" de la Universidad Cornell. En agosto de 2018, la estación fue rebautizada como Cornell AgriTech, pero su nombre oficial permanece sin cambios. La Estación es la sexta institución más antigua de su tipo en el país.

## Historia
La Estación Experimental Agrícola del Estado de Nueva York fue establecida por una Ley de la Legislatura del Estado de Nueva York el 26 de junio de 1880. Se consideraron más de 100 ubicaciones, pero finalmente se eligió una parcela de 125 acres en Ginebra. En 1882, el Estado compró la tierra, una villa arquitectura italianizante, y todas las dependencias de Nehemiah y Louisa Denton por $ 25,000. La villa se convirtió en la sede de la estación, ahora conocida como "Parrott Hall". La nueva institución entró en funcionamiento el 1 de marzo de 1882. Se conocería coloquialmente como la Estación Experimental de Geneva.

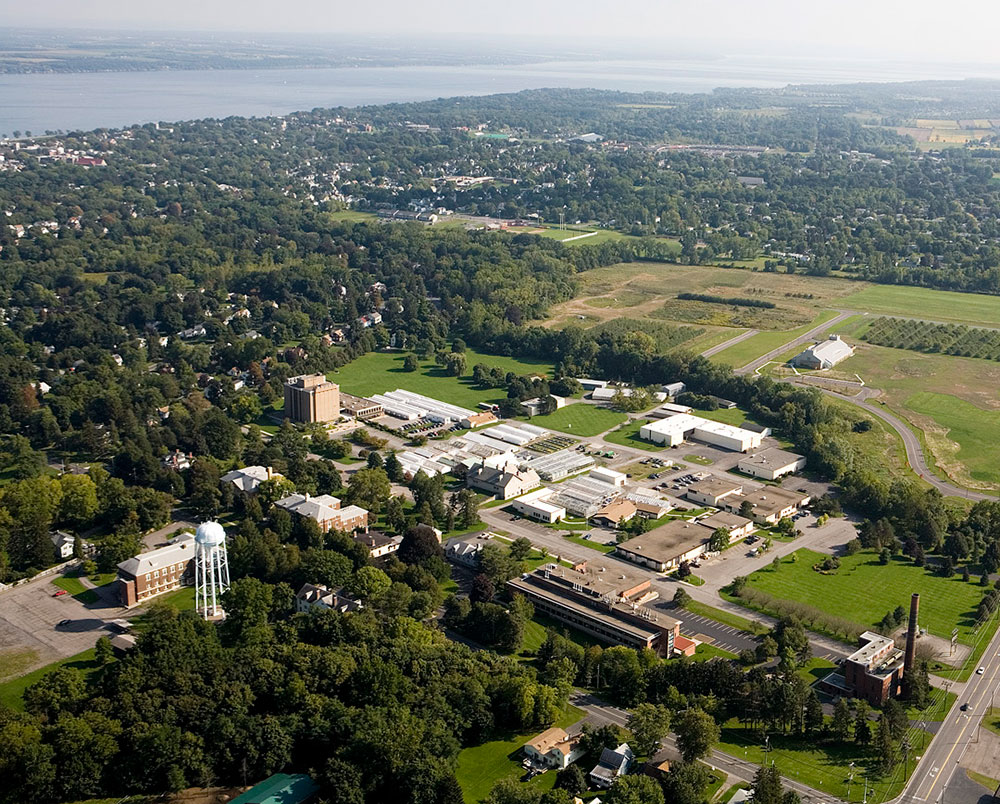
2006 Fotografía aérea de la estación experimental agrícola del estado de Nueva York.

Un Informe de 1883 de la Junta de Control de NYSAES a la Asamblea del Estado de Nueva York declaró que había amenazas inmediatas y graves en la producción agrícola estatal causadas por plagas de insectos, enfermedades bovinas, sequías, agotamiento de los nutrientes del suelo y migración laboral hacia el exterior, y Se necesitaba una organización dedicada a evitar estas amenazas.
Originalmente, los agricultores querían que la estación sirviera como una granja modelo. Sin embargo, el primer director, E. Lewis Sturtevant, estableció de inmediato la política de que la estación debía realizar investigación en ciencia agrícola, y establecer parcelas experimentales, las cuales tendrían poco parecido con la agricultura comercial. Sin embargo, la misión principal de la estación siempre ha sido servir a quienes producen y consumen los productos agrícolas de Nueva York.
En sus primeros días, los científicos de la Estación, que eran pocos en número, concentraron sus esfuerzos en los productos lácteos, horticultura y evaluación de variedades de vegetales y cultivos de campo. En 1887, el programa se amplió para incluir trabajos sobre carne de vacuno ganado, porcinos y evaluación de variedades frutas. Durante este período, la estación también comenzó a desempeñar su papel activo continuo en el programa de aplicación de la ley agrícola del estado. Más tarde, se agregaron actividades de investigación en los campos de bacteriología, productos lácteos ciencia, horticultura, química, patología vegetal y especies de insectos y de ácaros.
A principios del siglo XX se desarrolló una filosofía fundamental sobre las actividades de la estación que, básicamente, sigue vigente en la actualidad. Esta filosofía establecía que la investigación realizada en la estación debería basarse en los principios que subyacen a las prácticas agrícolas, y además, que la investigación agrícola debería ser responsabilidad de tiempo completo del personal sin que también tenga que desempeñar una función docente. Esta fue una marcada desviación del papel desempeñado por el personal en otras estaciones experimentales agrícolas en todo el país.
Originalmente una unidad independiente del estado, la estación pasó a formar parte de la Universidad Cornell en 1923. La investigación se amplió para incluir estudios sobre cultivos de enlatado, plantas de vivero y enfermedades e insectos de plagas de frutos de bosque. Al final de la Segunda Guerra Mundial, toda la investigación animal se trasladó al campus de Ithaca de la Universidad Cornell y la Estación de Geneva se convirtió en un verdadero instituto de investigación hortícola. Desde entonces, ha sido el centro de investigación en Nueva York sobre la producción, protección y utilización de cultivos de frutas y hortalizas, una industria que hoy se valora en más de $ 2 mil millones.

## Campus
La estación se ha expandido de los 125 acres (1.25 Hectáreas) originales, mansión y dependencias a un complejo de 850 acres (8.5 ha.) que contiene más de 20 edificios importantes. Hay 700 acres dedicados a parcelas de prueba, huertos y viñedos, y 65,000 pies cuadrados (6 038.7 m²) de espacio de invernadero. El estado de Nueva York financió un proyecto de construcción de $ 6.7 millones para renovar el Laboratorio de Ciencias de los Alimentos en 2007, con el trabajo completado en 2009.
La Unidad de Recursos Fitogenéticos del Departamento de Agricultura de EE. UU., que recopila y realiza investigaciones sobre semillas para plantas alimenticias, también se encuentra en el campus de Geneva.
La estación tiene dos subestaciones periféricas: el Laboratorio del Valle de Hudson en Highland, y el Cornell Lake Erie Research & Extension Laboratory en Portland.